# František Ondříček
František Ondříček (né le 29 avril 1857 à Prague – décédé le 12 avril 1922 à Milan) est un violoniste et compositeur tchécoslovaque.

## Biographie

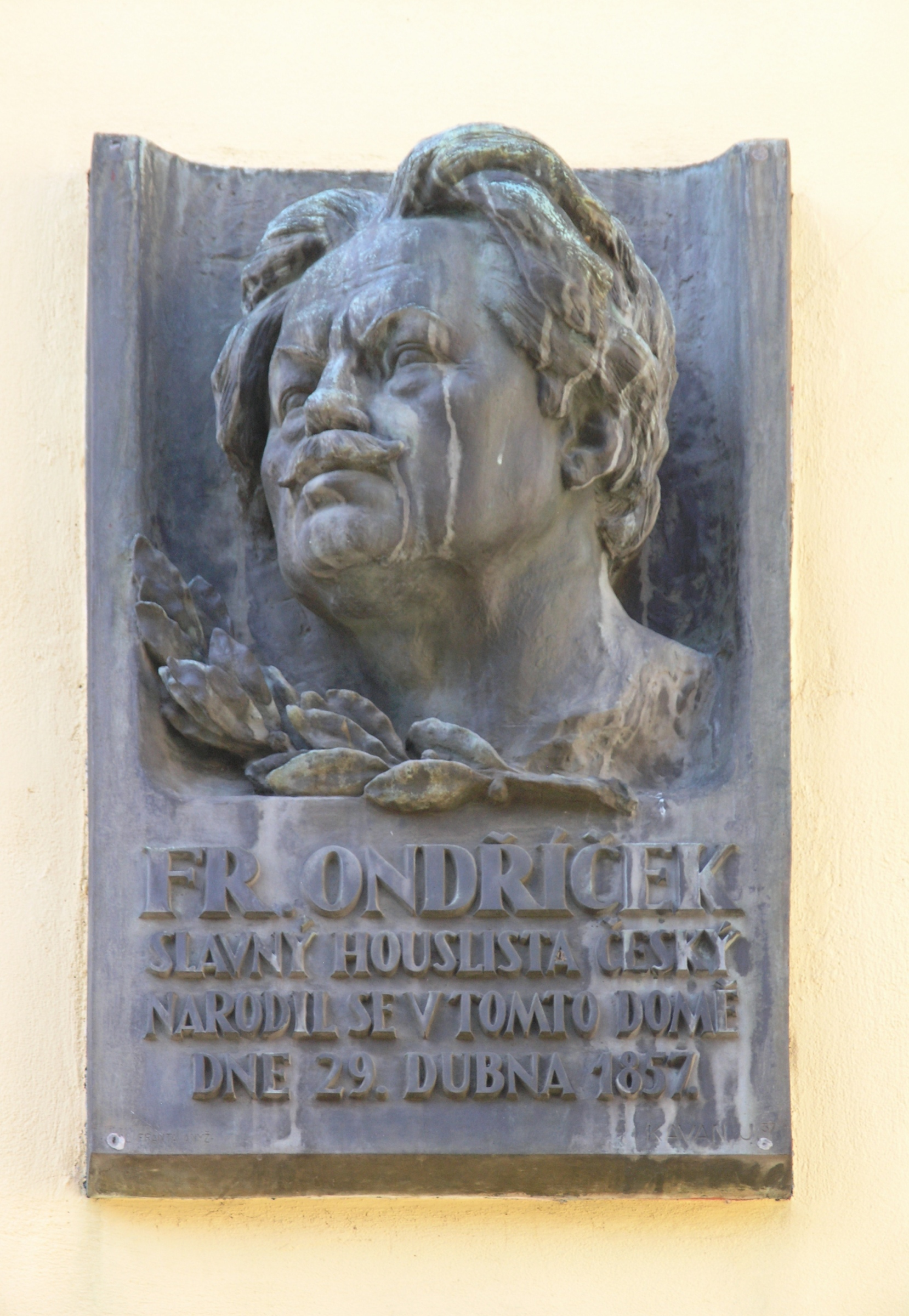
František Ondříček, plaque mémorial à Prague.

František Ondříček est né dans une petite maison dans le quartier de Nový Svět, à Prague. Il est le fils du violoniste et chef d'orchestre Jan Ondříček. Il a étudié avec Antonín Bennewitz au Conservatoire de Prague. Il a ensuite été pris en charge par Henryk Wieniawski pendant deux ans pour étudier au Conservatoire de Paris, où il a partagé le premier prix avec Achille Rivarde en 1879.
Il a été le soliste lors de la création du Concerto pour violon Op. 53 de Dvořák, à Prague le 14 octobre 1883, et joué à nouveau à Vienne le 2 décembre. À la fin des années 1880, il s'est fixé à Vienne, où il a enseigné. Il a également publié un traité sur la technique du violon en 1909.
Après la Première Guerre mondiale, Ondříček est retourné à Prague, où il a dirigé la classe de violon supérieur au Conservatoire de Prague. Parmi ses étudiants notables, on trouve le compositeur Karl Navrátil.
Il est mort à Milan.
En plus d'être un violoniste très apprécié, Ondříček était aussi un compositeur. Ses œuvres comprennent un ensemble de Danses bohémiennes Op. 3 pour violon et piano composé en 1883, une Rhapsodie bohémienne Op. 21 pour violon et piano de 1906, et un Quatuor à cordes op. 22 de 1907. Il a également laissé des cadences pour plusieurs concertos pour violon, y compris ceux de Mozart et de Brahms.

## Œuvres
Musique de chambre
- Quatuor à cordes en la bémol majeur, Op. 22 (1905-1907)
- Romance en la majeur pour violoncelle et piano, Op. 2

Violon et piano
- Ballade en la bémol majeur, Op. 1 (1877)
- Danses bohêmes, Op. 3 (1883, ≈ 1891)
- Fantasie sur des motifs de l'opéra "La Fiancée vendue" de Bedřich Smetana, Op. 9 (1888)
- Barcarole en sol majeur, Op. 10 (1890)
- Romance en ré majeur, Op. 12 (1891)
- A la Canzona, pièce de concert, Op. 13 (1894)
- Vzpomínání (Rêverie triste), Op. 14 (publié en 1895); transcription du no 6 de Poetické nálady d'Antonín Dvořák, Op. 85
- Skočná, Danse tchèque, tirée de l'opéra La Fiancée vendue de Bedřich Smetana, Op. 15 (© 1895)
- Fantasie on Motifs from the Opera "A Life for the Tsar" de Mikhail Glinka, Op. 16 (1889)
- Nocturno, Op. 17 (1900)
- Scherzo capriccioso en ré mineur, Op. 18 (1901)
- Rhapsodie bohème, Op. 21 (1906)
- Valse triste (1913)
- Ukolébavka (berceuse) (1913)
- Idylka (publié en 1956); transcription de la pièce de piano (Op. 7, No. 4, II) de Josef Suk
- Koncertní etuda (Étude de Concert) en ré majeur
- Koncertní etuda (Étude de Concert) en mi bémol majeur

Piano
- Dumka (Élégie) (publié en 1907)

Œuvres pédagogiques
- Patnáct uměleckých etud (15 Études Artistiques) pour violon seul, ou violon et piano (publié en 1912)
- Tägliche Übungen (Exercices quotidiens) pour le violiniste (publié en 1909)
- Elementarschule des Violinspiels (École élémentaire du jeu de violon) (publié en 1910)
- Mittelstufe des Violinspiels (École intermédiaire du jeu de violon) (publié en 1909)
- Neue Methode zur Erlangung der Meistertechnik des Violinspiels (Méthode nouvelle pour l'acquisition de la maîtrise du jeu de violon) (publié en 1909)

## Source de la traduction
- (en) Cet article est partiellement ou en totalité issu de l’article de Wikipédia en anglais intitulé « František Ondříček » (voir la liste des auteurs).